# Pongor Ildikó
Pongor Ildikó (Budapest, 1953. június 17. –) Kossuth- és Liszt Ferenc-díjas magyar táncművész, érdemes- és kiváló művész, a Magyar Állami Operaház és a Halhatatlanok Társulatának örökös tagja.

## Életpályája
Szülei: Pongor Lajos és Kőszegi Erzsébet. 1971-ben végzett balettművészként az Állami Balett Intézetben. Leningrádban a Voganova Akadémián tanult egy évig (1971-1972), majd 1972 óta a Magyar Állami Operaház tagja, 1974-től pedig magántáncosa lett. 1976-ban részt vett Várnában a nemzetközi balettversenyen, ahol bronzérmes lett. 1981-1985 között rendszeresen táncolt a bécsi Staatsoper színpadán. 1989-1990 között a Magyar Állami Operaház balettegyüttesének művészeti vezetője, 1989-1991 között pedig Stockholmban volt vezető szólista. 1996 óta az Operaház örökös tagja, s 2003 óta mesterművésze. 2006-tól a Halhatatlanok Társulatának Örökös tagja. 2008 óta a Magyar Hivatásos Tánc- és Balettegyüttesek Egyesületének alelnöke.
Vendégszerepelt Japánban, a Távol-Keleten, Mexikóban, Dél-Koreában, Hongkongban, Kanadában és Tajvanon.

## Magánélete
Első férje Nagy Gábor színművész volt. Lányuk Borbála, kapcsolatuk válással végződött. 1980-ban házasságot kötött László Péter táncművész, koreográfussal. Két lányuk született; Sára (1985) és Lili (1993).

## Színpadi szerepei
A Színházi Adattárban regisztrált bemutatóinak száma: 4.
- Lehár Ferenc: A mosoly országa....Franci
- Johann Strauss: A cigánybáró....Szólótáncos

### Egyéb színházi szerepei
- Aszafjev–Vajnonen: Párizs lángjai....Jeanne
- Lavrovszkij: Giselle....Giselle
- Messzerer: A hattyúk tava....Odette-Odilia
- Seregi László: Sylvia....Diana
- Hacsaturján–Seregi László: Spartacus....Flavia
- Seregi László: A csodálatos mandarin....Lány
- Balanchine: Apolló....Terpszikhoré
- Fodor–Bach–Presser Gábor: A próba....Mária Magdolna
- Béjart: Bhakti....Shakti
- Aszafjev–Zaharov: A bahcsiszeráji szökőkút....Zarém
- Delibes–Harangozó: Coppélia....Swanilda
- Vasziljev: Macbeth....Lady Macbeth
- Seregi László: Szentivánéji álom....Titánia
- László: Derby....Lány
- Herold–Ashton: A rosszul őrzött lány....Lise
- Róna Viktor: Csipkerózsika....Carabosse
- Csajkovszkij–Pártay: Anna Karenina....Anna
- Ailey: A folyó
- Imre-Schumann: Asszonysors....Asszony
- Világsztárok Balettgála
- Imre Zoltán: Asszonyszerelem – Asszonysors / Stabat Mater
- Szakály György–Sárközi Gyula: LGT táncképek....Csöves

## Díjai, kitüntetései
- Várnai Balettverseny bronzérem (1976)
- Liszt Ferenc-díj (1978)
- Érdemes művész (1982)
- Kossuth-díj (1985)
- Kiváló művész (1990)
- A Magyar Köztársasági Érdemrend középkeresztje (2001)
- A Magyar Állami Operaház Mesterművésze (2003)
- Örökös tagja a Halhatatlanok Társulatának (2006)